# Santa Cova siklóvasút
A Santa Cova siklóvasút  (katalán nyelven: Funicular de la Santa Cova, spanyol nyelven: Funicular de La Santa Cova) egy sikló Spanyolországban, Barcelonától nem messze,  Monistrol de Montserrat közelében található. Megnyitása 1929-ben volt. A vonal tulajdonosa és üzemeltetője a Ferrocarrils de la Generalitat de Catalunya (FGC).

## Technikai információk
A siklóvasút nyomtávolsága 1000 mm, hosszúsága 0,26 km, eközben 118 métert emelkedik. Legnagyobb emelkedése 565 ‰.Két 90 férőhelyes kocsi ingázik a két végállomás között, az utazási idő mintegy 2,5 perc.
A felső állomása közös a Montserrat fogaskerekű vasút felső állomásával.

## Képek

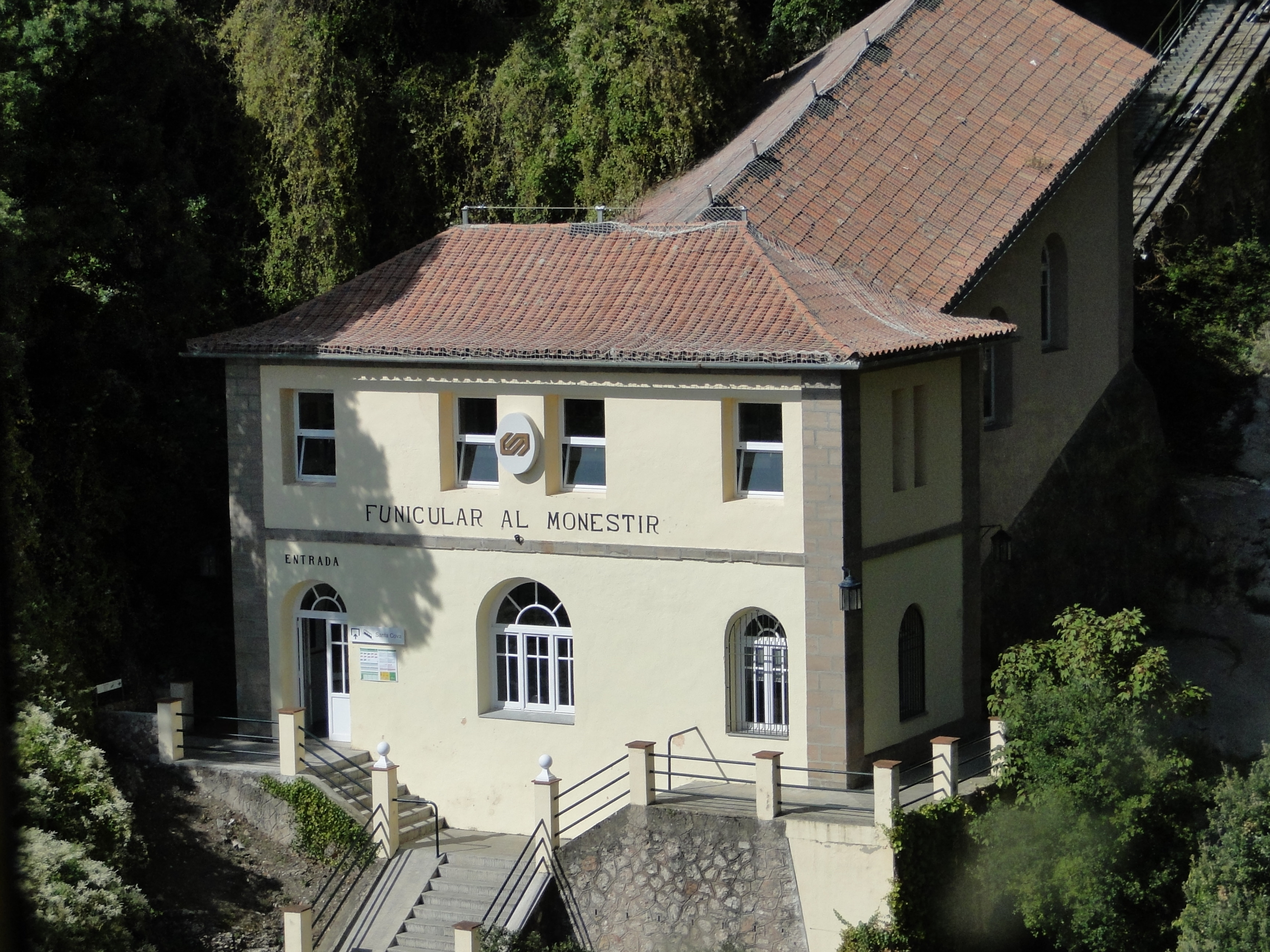
Az alsó állomás
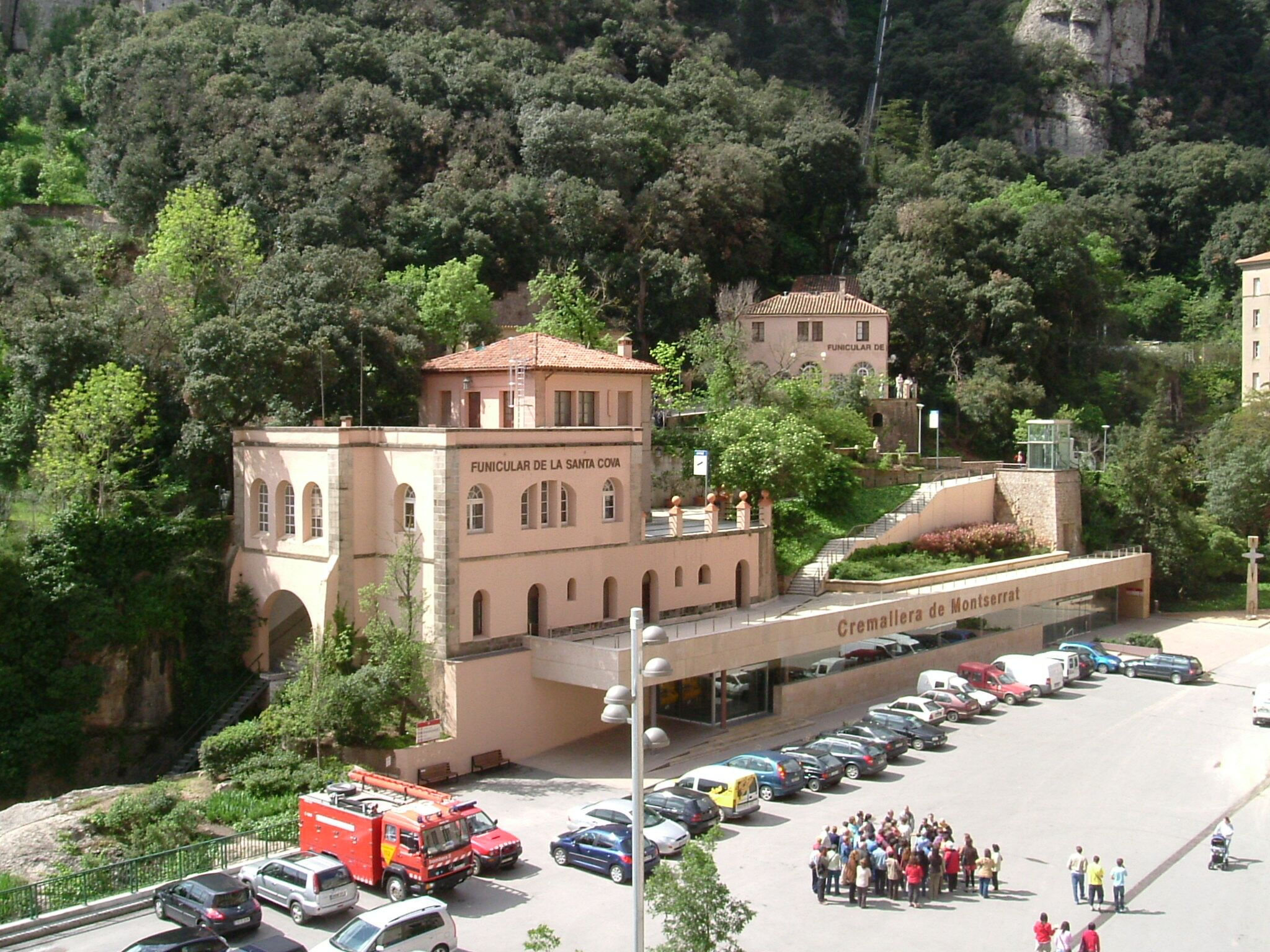
A felső állomás